# Huglfing
Huglfing è un comune tedesco di 2 448 abitanti, situato nel land della Baviera.